# Sibilla (cantante)
Sibilla, pseudonimo di Sibyl Amarilli Mostert (Zimbabwe, 14 aprile 1954), è una cantante italiana.

## Carriera
Nel 1976 interpreta il brano Keoma, tema principale del film Keoma diretto da Enzo G. Castellari, composto dai fratelli Guido e Maurizio De Angelis. Nel disco è accreditata semplicemente come "Sybil". Nel 1979 interpreta la parte della flautista in Prova d'orchestra di Federico Fellini. 

### L'incontro con Battiato e Pio e la partecipazione a Sanremo 1983
Nel 1983 partecipa al Festival di Sanremo con la canzone Oppio, scritta e prodotta da Franco Battiato (presente anche come corista nel brano) e Giusto Pio, ma viene eliminata dopo la prima esibizione, con tutta probabilità per via di un problema tecnico con la base che pregiudica l'esibizione sul palco.
Lo stesso anno venne pubblicato con la EMI il suo 45 giri Oppio/Svegliami, che avrebbe dovuto anticipare l'uscita di un album contenente tutti e sei i brani prodotti da Battiato e Pio, che però non fu mai realizzato.
Come molte canzoni del cantautore siciliano, anche Oppio presenta nel testo una serie di citazioni colte, tra le quali la più evidente è, nel ritornello, Uru belev sameach, frase che significa Svegliatevi col cuore allegro, tratta dal testo del canto popolare ebraico Hava Nagila (interpretato da molti artisti, tra cui anche Harry Belafonte). Forse anche a causa dello sfortunato esordio, la carriera musicale di Sibilla non andrà oltre la pubblicazione di un altro 45 giri, Plaisir d'amour/Sex appeal to Europe, prodotto da Angelo Carrara.
Restano inedite le canzoni di un terzo disco, Sud Africa/Alta tensione, sempre composte, come le precedenti, dal duo Battiato-Pio. Questo disco venne infatti inciso nel dicembre 1982 al solo scopo di permettere alla cantante di partecipare al Festival di Sanremo del 1983, poiché il regolamento di quell'anno non ammetteva la presenza di interpreti senza almeno un disco all'attivo. La base di Sud Africa venne riutilizzata per le musiche di uno spettacolo teatrale, Quello Stolfo da Ferrara, portato in scena sempre nel 1983 dal Teatro del Buratto con la regia di Velia Mantegazza. 

### Anni successivi
Nel 1990 partecipa alla realizzazione dell'album di Paolo Conte Parole d'amore scritte a macchina; è infatti sua la voce nel brano La canoa di mezzanotte. Dopo quel lavoro se ne perdono le tracce.
Nel libro Sei una bestia, Viskovitz di Alessandro Boffa del 1998 viene accreditata come autrice di alcune foto presenti nel testo.

## Discografia
- 1976 - Keoma (Guido e Maurizio De Angelis) interpreta il brano Keoma col nome "Sybil"
- 1982 - Sud Africa (Battiato-Pio) / Alta tensione (Battiato-Pio) inedito (EMI, 3C 006 18603)
- 1983 - Oppio (Battiato-Pio) / Svegliami (Battiato-Pio) (EMI, 3C 006 18605)
- 1984 - Plaisir d'amour (Johann Paul Aegidius Martin) / Sex appeal to Europe (Battiato-Pio) (EMI, 06 1186457)
- 1990 - La canoa di mezzanotte (Paolo Conte)

## Filmografia
- 1979 - Prova d'orchestra di Federico Fellini